# Okręg wyborczy nr 92 do Sejmu Polskiej Rzeczypospolitej Ludowej (1989–1991)
Okręg wyborczy nr 92 do Sejmu Polskiej Rzeczypospolitej Ludowej (1989–1991) obejmował Świnoujście oraz gminy Brojce, Dobra, Dziwnów, Golczewo, Goleniów, Gryfice, Kamień Pomorski, Karnice, Łobez, Maszewo, Międzyzdroje, Nowogard, Osina, Płoty, Przybiernów, Radowo Małe, Resko, Rewal, Stepnica, Świerzno, Trzebiatów, Węgorzyno i Wolin (województwo szczecińskie). W ówczesnym kształcie został utworzony w 1989. Wybieranych było w nim 3 posłów w systemie większościowym.
Siedzibą okręgowej komisji wyborczej był Świnoujście.

## Wybory parlamentarne 1989

### Mandat nr 361 –Polska Zjednoczona Partia Robotnicza
| Kandydat | I tura | I tura | II tura | II tura |
| Kandydat | Głosów | %      | Głosów  | %       |
| --- | ------ | ------ | ------- | ------- |
| Marian Jeż | 44 491 | 38,02  | 30 463  | 54,47   |
| Henryk Grzybowski                                                                                              | 34 680 | 29,63  | 18 806  | 33,63   |
| Liczba głosów ważnych: 117 035 (I tura) • 55 923 (II tura) Źródło: Państwowa Komisja Wyborcza I tura i II tura |        |        |         |         |

### Mandat nr 362 –Zjednoczone Stronnictwo Ludowe
| Kandydat | I tura | I tura | II tura | II tura |
| Kandydat | Głosów | %      | Głosów  | %       |
| --- | ------ | ------ | ------- | ------- |
| Wincenty Leszczyński                                                                                           | 35 084 | 31,78  | 31 196  | 55,78   |
| Stanisław Kalina                                                                                               | 19 340 | 17,52  | 16 801  | 30,04   |
| Stanisław Niedźwiedź                                                                                           | 15 979 | 14,47  | —       | —       |
| Liczba głosów ważnych: 110 405 (I tura) • 55 924 (II tura) Źródło: Państwowa Komisja Wyborcza I tura i II tura |        |        |         |         |

### Mandat nr 363 – bezpartyjny
| Kandydat                                                          | Głosów | %     |
| ----------------------------------------------------------------- | ------ | ----- |
| Bohdan Kopczyński                                                 | 58 297 | 56,22 |
| Anna Rybczyńska                                                   | 21 649 | 20,88 |
| Damian Domeradzki                                                 | 7905   | 7,62  |
| Jerzy Przybysz                                                    | 6210   | 5,99  |
| Kazimiera Futyma                                                  | 2712   | 2,62  |
| Liczba głosów ważnych: 103 696 Źródło: Państwowa Komisja Wyborcza |        |       |